# Matt Leanderson
Matthew Fillip "Matt" Leanderson (11. marts 1931 - 2. november 2006) var en amerikansk roer fra Seattle.
Leanderson var med i den amerikanske firer med styrmand, der vandt bronze ved OL 1952 i Helsinki. Carl Lovsted, Al Ulbrickson, Richard Wahlstrom og styrmand Al Rossi udgjorde resten af besætningen. Der deltog i alt 17 lande i disciplinen, hvor Tjekkoslovakiet og Schweiz vandt henholdsvis guld og sølv foran den amerikanske båd. Det var den eneste udgave af OL han deltog i.

## OL-medaljer
- 1952:  Bronze i firer med styrmand